# Fresnedillas de la Oliva
Fresnedillas de la Oliva è un comune spagnolo di 913 abitanti situato nella comunità autonoma di Madrid.